# Cordova (Illinois)
Cordova – wieś w Stanach Zjednoczonych, w stanie Illinois, w hrabstwie Rock Island.